# Segredos (álbum)
Segredos é o primeiro álbum de estúdio a solo do cantor português João Pedro Pais. Foi lançado em 1997 pela editora Discos Popular, grupo Valentim de Carvalho, gravado e pré produzido durante quase 3 meses nos Estúdios Meninos da Linha em S.João do Estoril, com a produção e arranjos de Renato Jr e José Maria Côrte-Real, colaboração de vários ex-membros dos UHF, Captações da responsabilidade de José Maria Côrte-Real, Renato Jr e Luís Espírito Santo. Overdubs, gravações de vozes e alguns instrumentos, misturas finais nos Estúdios Valentim de Carvalho. Produtor nos estúdios Valentim de Carvalho, Renato Jr. Este trabalho contou com a participação da cantora portuguesa Susana Félix nos coros.
Contém 11 faixas, das quais se destacam "Ninguém (é de ninguém)" e "Louco (por ti)". Todas as canções são assinadas pelo cantor excepto o tema ""Bellevue" que é uma versão de um original dos GNR. Foi disco de platina.
"Ninguém (é de ninguém)" viria a ser escolhido para fazer parte do álbum Lado a Lado, de 2006, um trabalho partilhado com a cantora portuguesa Mafalda Veiga.

## Faixas
1. "Ninguém (é de ninguém)" (João Pedro Pais)
2. "Onde quer que vá" (João Pedro Pais)
3. "Louco (por ti)" (João Pedro Pais)
4. "Ciúmes da Lua" (João Pedro Pais)
5. "Tanta coisa" (João Pedro Pais)
6. "Maneiras d'agradar" (João Pedro Pais)
7. "Rosto amargo" (João Pedro Pais)
8. "Norte e Sul" (João Pedro Pais)
9. "Homem nas docas" (João Pedro Pais)
10. "Bellevue" (Rui Reininho / Toli, Jorge Romão)
11. "Horas do tempo" (João Pedro Pais)